# Джечково
Джечково (пол. Drzeczkowo, нім. Leesen) — село в Польщі, у гміні Осечна Лещинського повіту Великопольського воєводства.
Населення — 225 осіб (2011).

## Демографія
Демографічна структура станом на 31 березня 2011 року:
|          | Загалом | Допрацездатний вік | Працездатний вік | Постпрацездатний вік |
| -------- | ------- | ------------------ | ---------------- | -------------------- |
| Чоловіки | 109     | 18                 | 81               | 10                   |
| Жінки    | 116     | 25                 | 68               | 23                   |
| Разом    | 225     | 43                 | 149              | 33                   |